# Малый мангуст
Малый мангуст (лат. Urva auropunctata) — вид хищных млекопитающих из семейства мангустовых. Ранее обычно классифицировался в роде Herpestes; в 2009 году вместе с остальными азиатскими мангустами был выделен в род Urva. Обитает в Ираке и на севере Южной Азии. Был завезен во многие регионы мира, например, на несколько островов Карибского бассейна и Тихого океана.

## Внешний вид и строение
Тело стройное, голова вытянута с заостренной мордой. Длина головы и туловища 509—671 миллиметров. Уши короткие. На лапах пять пальцев и длинные когти. Самцы крупнее самок и их головы шире.
Его можно отличить от часто симпатричного обыкновенного мангуста (U. edwardsii) по его несколько меньшему размеру. Животные из островных популяций более крупные, этим они напоминают животных, обитающих на востоке ареала, где у них нет экологических конкурентов. Интродуцированые популяции демонстрируют генетическую диверсификацию вследствие генетического дрейфа и изоляции.

## Среда обитания
Страны проживания: Афганистан, Бангладеш, Бутан, Индия, Иран, Ирак, Иордания, Мьянма, Непал, Оман, Пакистан, Саудовская Аравия. Он был завезен (и часто считается инвазивным видом) на следующие территории: Антигуа, Барбадос, Биф-Айленд, Бак-Айленд, Карриаку, Хорватия, Куба, Фиджи, Французская Гвиана, Козьий остров, Гренада, Гваделупа, Гайана, Гавайи, Доминиканская республика, Ямайка, Япония, Йост Ван Дайк, Ла Дезирад, Лаванго, Мафия (Объединенная Республика Танзания), Мари Галанте, Мартиника, Мауи, Маврикий, Молокаи, Невис, Оаху, Пуэрто-Рико, Сент-Круа, Сент- Джон, Сент-Китс, Сент-Лючия, Сент-Мартин, Сент-Томас, Сент-Винсент, Суринам, Тортола, Тринидад, Вьекес и Уотер-Айленд; в Доминиканской Республике не прижились. Этот вид или яванский мангуст впервые был зарегистрирован в Гонконге в 1989 году в мангровых зарослях на северо-западе; до 2010 года он был широко распространен на Новых Территориях и распространился на остров Гонконг. Может быть, он встречается в Китае (включая остров Хайнань), но эти популяции могут быть яванским мангустом Herpestes javanicus.
Населяет леса, кустарники и открытые пространства; также найдены вблизи человеческих жилищ. Зарегистрирован на высотах от 0 до 2100 метров.

## Образ жизни
Всеядный; диета, по-видимому, меняется в зависимости от времени года и местности. Активен днем. В качестве места отдыха использует пустотелые поваленные деревья, полости под корнями деревьев деревьев и вырытые самостоятельно норы. Хотя это и одиночный вид, в местах, куда интродуцирован этот вид, часто наблюдали особей вблизи друг от друга. Плотность популяции колеблется от менее чем 10 до 100 животных на км². Самцы и самки обозначают свою территорию пахучими метками и способны различать запахи других особей. Этот вид имеет большой вокальный репертуар из 12 различных звуков, что много для одиночного вида. Могут лазать по деревьям, но редко наблюдаются высоко над землей.
Беременность длится около 49 дней. Приносят в среднем по 2 детеныша, минимальное количество 1, максимальное 5. В год бывает два-три выводка. Вес при рождении около 21 г. Новорожденные покрыты светло-серой шерстью, редкой на брюшке. Глаза закрыты и открываются между 17 и 20 днями. В две недели резцы полностью прорезаются, а клыки только начинают. На 22 неделе вырастают все постоянные зубы. Две трети массы тела взрослой особи достигают в четыре месяца, а половой зрелости достигают в год. Первый раз покидают логово примерно в четыре недели, а детеныши следуют за матерью на охоту через шесть недель.

## Использование человеком
Этот вид часто отлавливают и продают в качестве домашних питомцев; существует определённая коммерческая торговля в Индии и Непале. В Индии их добывают ради шерсти, которую используют для изготовления кистей для краски и бритья.